# プライベートメッセージ (Yahoo!メッセンジャー)
Yahoo!メッセンジャーにおけるプライベートメッセージとは、インスタントメッセンジャーで特定の人と1対1でチャットもしくは音声会話をすることが出来る機能のことである。

## 主な機能
- チャット機能
- 通話機能（6.0ver以前では「ボイス機能」）
- ファイルの送受信
- ビデオ機能

…など